# Adin
Adin – miejscowość (census-designated place) w USA, w stanie Kalifornia, w hrabstwie Modoc. Według spisu ludności przeprowadzonego przez United States Census Bureau, w roku 2010 Adin miało 272 mieszkańców. Miejscowość leży na wysokości 1279 m n.p.m. i zajmuje powierzchnię 8,902 km².